# 화학무기

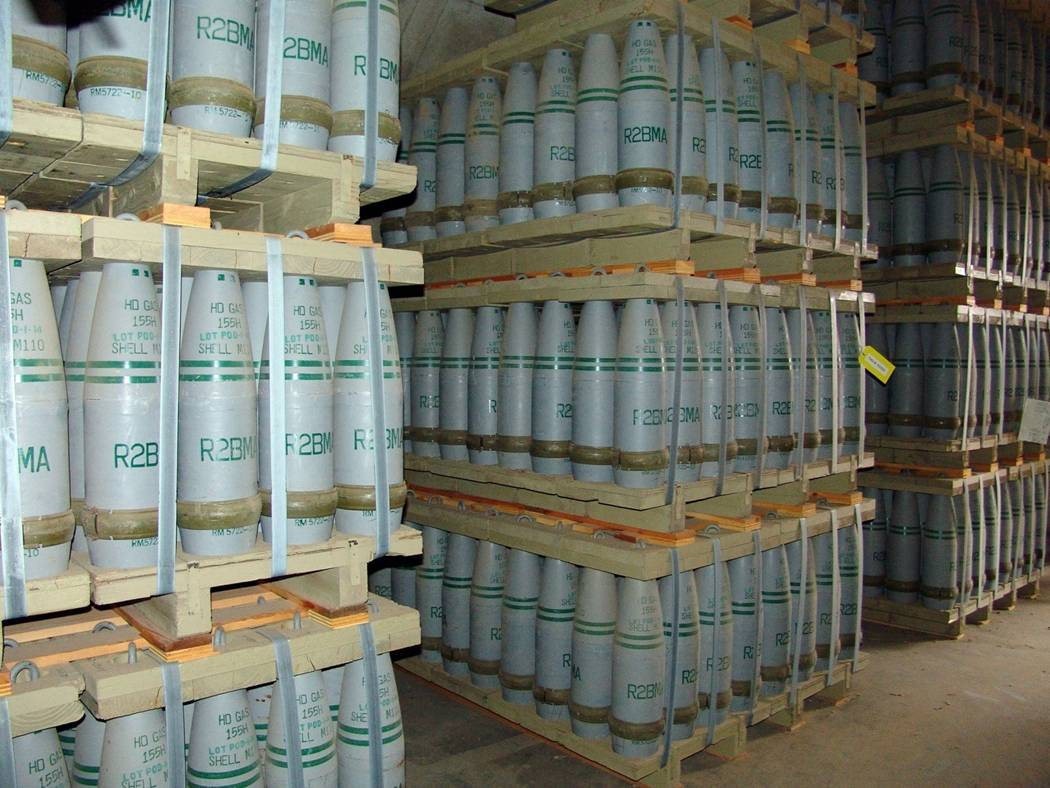

화학무기(化學武器)는 보통 독가스로 사람을 살상하는 무기를 말한다. 그러나 넓게는 식물을 죽이는 용도나, 불을 내는 용도 등의 화학 무기까지 포함한다.
20세기에 70여 종의 화학 물질이 무기로 사용되었거나 실전 배치된 적이 있다. 현재는 화학 무기 금지 조약이 발효 중이어서 전 세계의 화학 무기 확산을 억제하고 있다.

## 빈자의 핵무기
생물무기, 화학무기, 더티밤 등은 매우 싼 값의 개발비와 대량생산비로 대량학살을 할 수 있어서, 빈자의 핵무기(poor man's nuclear weapon)라고 불린다.

## 같이 보기
- 화학전
- 생물학 무기
- 핵무기
- 고엽제
- 이원화 화학무기